# Dilltalbrücke Edingen
Die Dilltalbrücke Edingen ist eine Autobahnbrücke und gehört zur Bundesautobahn 45. Sie befindet sich in der Nähe von Edingen in Hessen. Die Brücke überquert die Dill und die Bundesstraße 277.
Die Ende der 1960er erbaute Brücke ist 262 m lang und besteht pro Überbau aus einem einzelligen Spannbeton-Hohlkastenquerschnitt. 2004/05 wurde das Bauwerk grundhaft instand gesetzt, hierbei fand eine Verstärkung mittels externer Vorspannung innerhalb des Hohlkastenquerschnittes statt.